# Llibre d'Hores de Torí

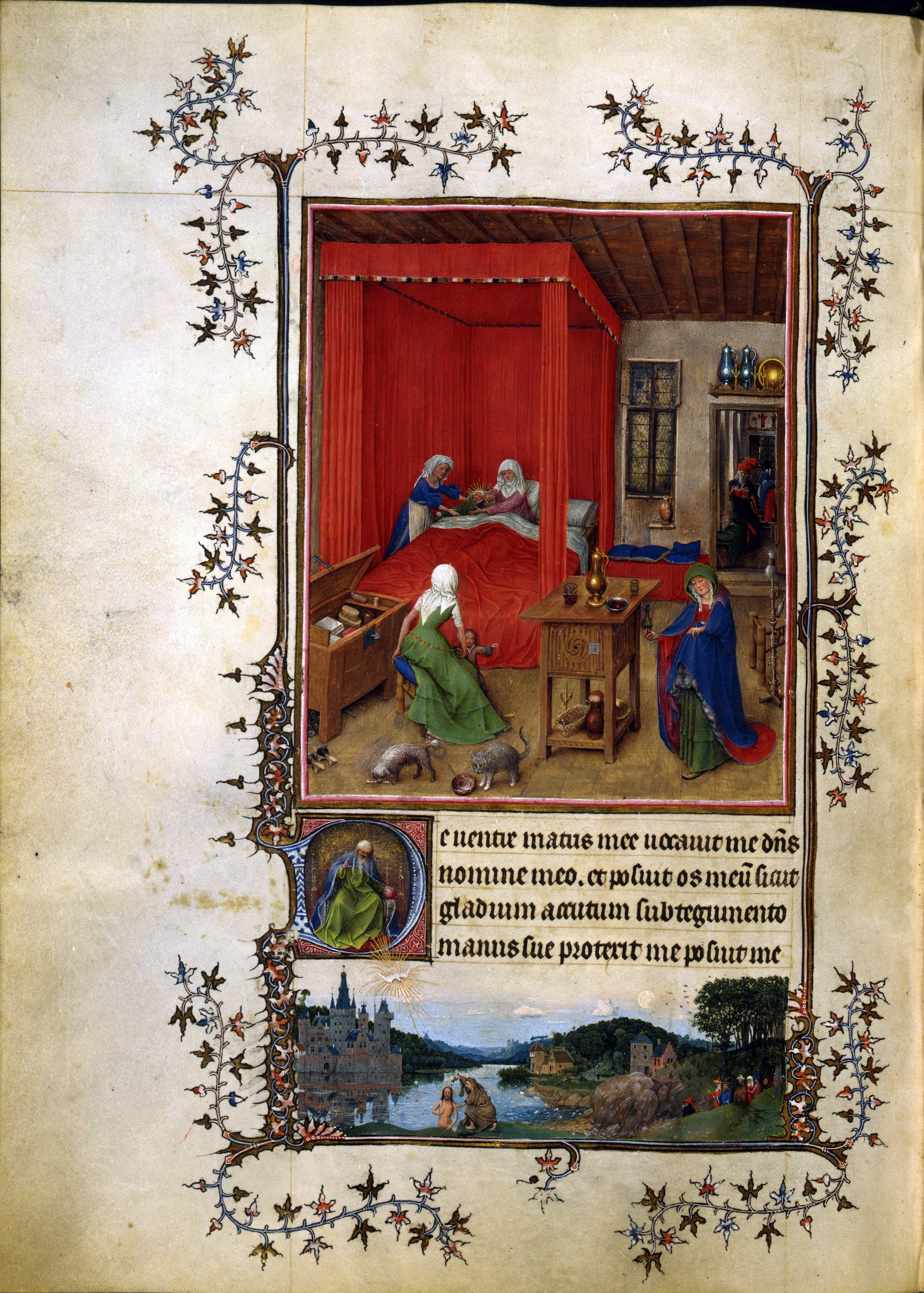
El naixement de Joan Baptista (a dalt) i el Baptisme de jesucrist a sota per "Mà G", Torí.

Les Hores de Torí-Mila (o les Hores de Torí és un llibre manuscrit il·lustrat parcialment destruït, que malgrat el seu nom no és estrictament un llibre d'hores. És d'importància i qualitat excepcionals. Conté diverses miniatures de cap a l'any 1420 atribuïdes a l'artista conegut convencionalment com a "Mà G" que probablement va ser o bé Jan van Eyck o el seu germà Hubert van Eyck, o un artista estretament relacionat amb ells. Barthélemy d'Eyck va treballar en algunes de les miniatures. En part va ser destruït a Torí per un incendi l'any 1904 però en resten fotografies en blanc i negre.
El treball en el manuscrit va començar entre 1380 o 1390, i durant uns seixanta anys va involucrar gran varietat d'artistes. La seva concepció i els primers fulls van ser encarregats per la Cort francesa i va involucrar artistes francesos. Abans de 1413 va estar en possessió de Jean, Duc de Berry; el 1420 en la del Comte d'Holanda Joan III, Duc de Baviera, qui va cotractar principalment artistes flamencs.
Els primers fulls són altament decoratisu i ornamentat i completat amb les tradicions del gòtic internacional. A partir de 1410 presenten perspectiva especialment els atribuïts a la Mà G.

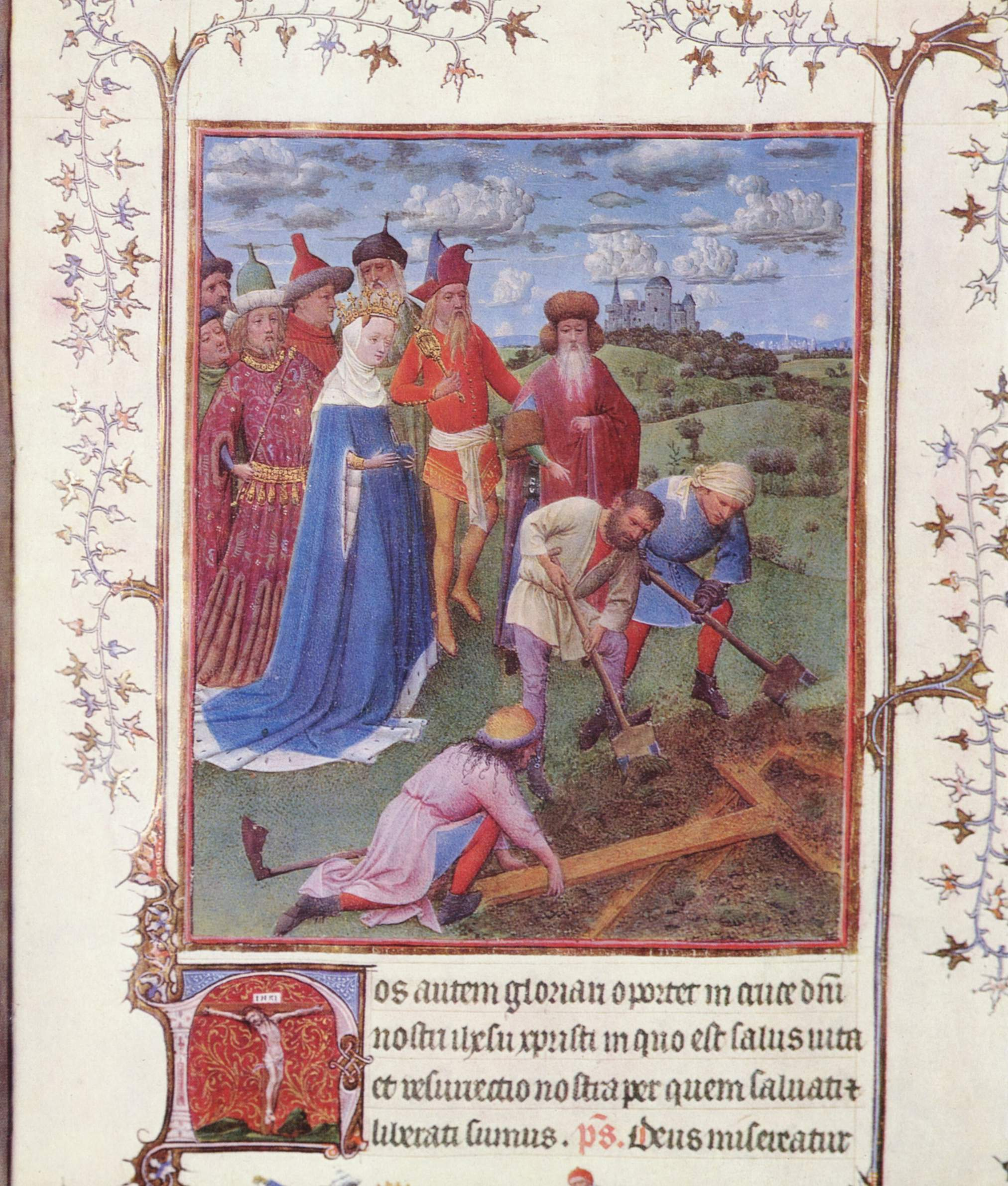
La trobada de la Veritable Creu probablement per Mà G, Torí

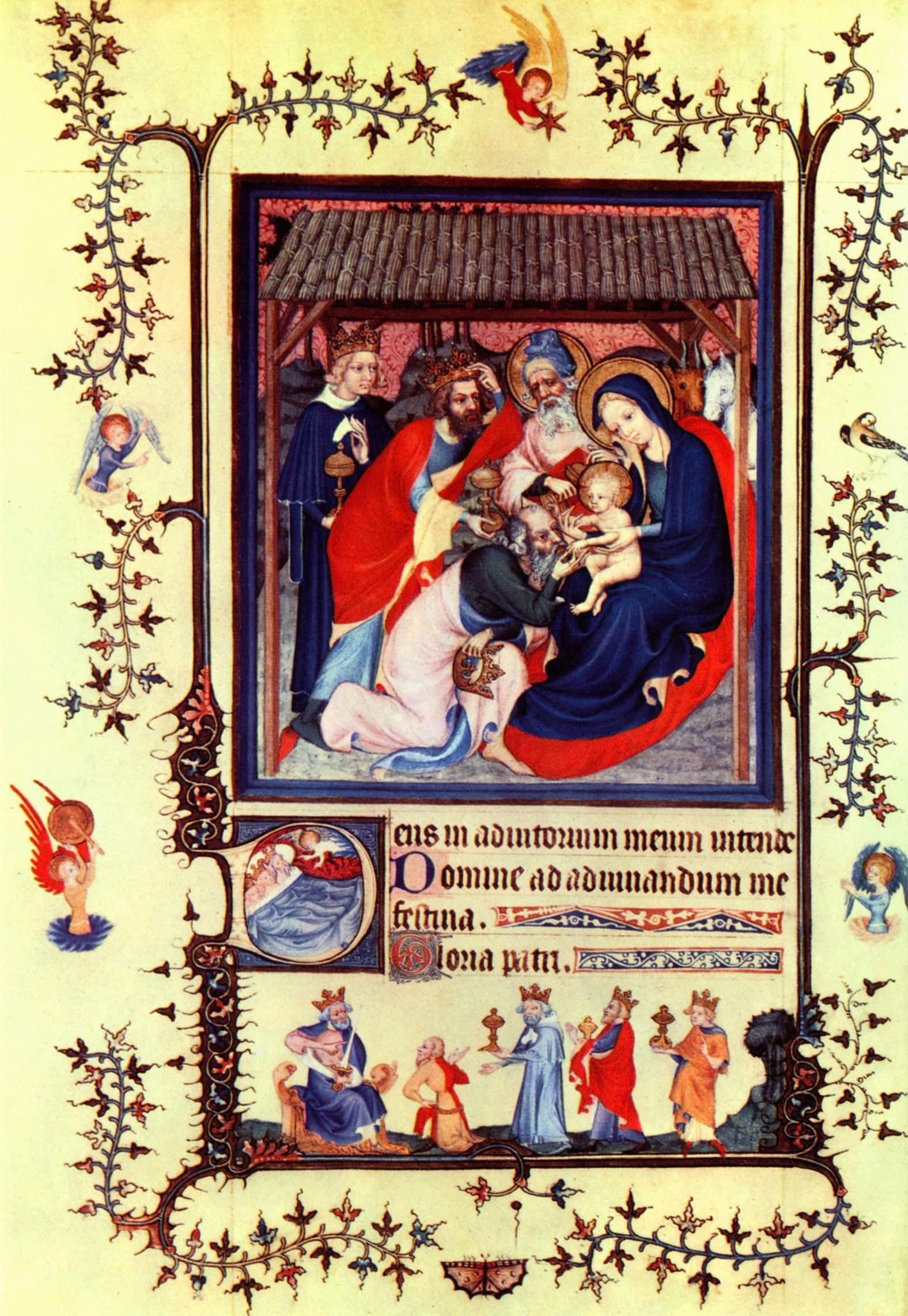
Pàgina de la fase francesa Très Belles Heures pel Mestre del Parament o el seu taller.

Les Très Belles Heures de París probablement originàriament contenien 31 en lloc de les actuals 25 pàgines il·lustrades, aproximant-se en total a les 131 pàgines il·lustrades del Très Riches Heures du Duc de Berry.

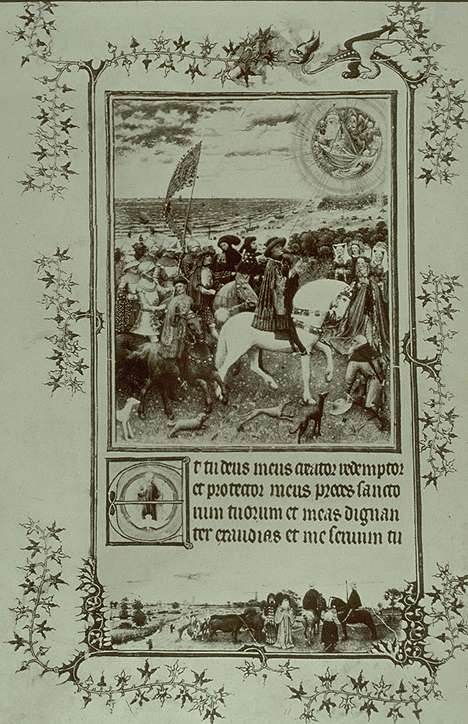
El Predicador de la Platja per Mà G, destruït el 1904

## Facsímils
S'han publicat edicions facsímil (1994:980 còpies), acompanyades per un extens comentari, i separadament de les BnF "Très Belles Heures de Notre Dame", i dels fulls del Louvre. El volum original de 1902 de Durrieu també ha estat republicat (Torí 1967), amb introducció de Châtelet.